# Třída Sirius (1953)
Třída Sirius je třída pobřežních minolovek vyvinutých pro francouzské námořnictvo. Zahraničními uživateli třídy se staly Maroko, Jugoslávie a Seychely. Celkem bylo postaveno 34 jednotek této třídy.

## Stavba
Minolovky třídy Sirius byly postaveny s výrazným finančním příspěním programu MDAP (z programu bylo zaplaceno 28 minolovek). Na vývoji jejich konstrukce se podílela britská loděnice Thornycroft a britské královské námořnictvo, z jehož třídy Ton plavidla vycházela. Stavbu celkem 34 minolovek zajistily loděnice Augustin Normand v Le Havre, Felix Amiot, Direction Technique des Constructions Navales (DTCN) a Constructions Mécaniques de Normandie (CMN) v Cherbourgu a At. & Ch. Penhoet v St. Nazaire. Do služby byly přijaty v letech 1954-1957.
Další tři minolovky byly postaveny pro Jugoslávii, přičemž čtvrtá Snažny byla postavena přímo v Jugoslávii v Losinjske.
Jednotky třídy Sirius:
| Jméno                           | Spuštěna | Vstup do služby   | Status                                                                                 |
| ------------------------------- | -------- | ----------------- | -------------------------------------------------------------------------------------- |
| Sirius (M 701)                  | 1952     | 28. září 1954     | Vyřazena.                                                                              |
| Rigel (M 702)                   |          |                   | Vyřazena.                                                                              |
| Antares (P 703, ex M 703)       |          |                   | 1973 odzbrojena, hlídková loď, vyřazena.                                               |
| Algol (M 704)                   | 1953     | 26. června 1954   | Vyřazena.                                                                              |
| Aldebaran (M 705)               | 1953     | 26. června 1954   | Vyřazena.                                                                              |
| Regulus (M 706)                 | 1952     | 26. června 1954   | Vyřazena.                                                                              |
| Véga (P 707, M 707)             |          |                   | 1973 odzbrojena, hlídková loď, vyřazena.                                               |
| Castor (M 708)                  |          |                   | Vyřazena.                                                                              |
| Pollux (M 709)                  |          |                   | 1970-1971 vrácena USA.                                                                 |
| Pegase (M 710)                  | 1955     | 6. srpna 1956     | Vyřazena.                                                                              |
| Croix du Sud (P 658, M 734)     |          |                   | 1960 odzbrojena, hlídková loď, 1979 ji koupily Seychely.                               |
| Etolie Polaire (P 660, M 735)   |          |                   | 1973 odzbrojena, hlídková loď, vyřazena.                                               |
| Altair (P 656, ex M 736)        |          |                   | 1960 odzbrojena, hlídková loď, vyřazena.                                               |
| Capricorne (M 737)              |          |                   | Vyřazena na počátku 90. let.                                                           |
| Cassiopée (M 740)               |          |                   | Vyřazena.                                                                              |
| Eridan (P 741, ex M 741)        |          |                   | 1973 odzbrojena, hlídková loď, vyřazena.                                               |
| Orion (M 742)                   |          |                   | 1970-1971 vrácena USA.                                                                 |
| Sagittaire (P 743, ex M 743)    |          |                   | 1973 odzbrojena, hlídková loď, vyřazena.                                               |
| Achernar' (M 744)               |          |                   | 1970-1971 vrácena USA.                                                                 |
| Procyon (M 745)                 |          |                   | 1970-1971 vrácena USA.                                                                 |
| Arcturus (P 650, ex M 746)      |          |                   | 1960 odzbrojena, hlídková loď, vyřazena.                                               |
| Bételgeuse (M 747)              |          |                   | Vyřazena.                                                                              |
| Persée (M 748)                  | 1955     | 13. června 1956   | Vyřazena.                                                                              |
| Phénix (M 749)                  | 1955     | 21. prosince 1956 | Vyřazena 1992.                                                                         |
| Bellatrix (M 750)               | 1955     | 7. ledna 1957     | Vyřazena.                                                                              |
| Dénebola (M 751)                | 1956     | 7. ledna 1957     | Vyřazena.                                                                              |
| Centaure (M 752)                |          |                   | 1970-1971 vrácena USA.                                                                 |
| Formalhaut (M 753)              | 1955     | 10. září 1956     | 1970-1971 vrácena USA.                                                                 |
| Canopus (P 659, ex M 754)       | 1955     | 17. září 1956     | 1973 odzbrojena, hlídková loď, vyřazena v polovině 80. let.                            |
| Capella (M 755)                 | 1955     | 1. května 1956    | vyřazena na počátku 90. let                                                            |
| Cérphée (M 756)                 | 1956     | 11. června 1956   | Vyřazena na počátku 90. let.                                                           |
| Verseau (M 757)                 | 1956     | 11. června 1956   | Vyřazena na počátku 90. let.                                                           |
| Aries (M 758)                   | 1956     | 9. května 1957    | 1974 zakoupena Marokem jako Tawfic (Q 606), vyřazena.                                  |
| Lyre (M 759)                    | 1956     | 13. února 1957    | Vyřazena.                                                                              |
| Podgora (M 152, ex Smeli)       |          | září 1957         | Vyřazena 2004.                                                                         |
| Blitvenica (M 153, ex Slobodni) |          | září 1957         | Vyřazena 2004.                                                                         |
| Gradac (M 161, ex Snažny)       |          | 1960              | Vyřazena 1993.                                                                         |
| Vukov Klanac (M 151, ex Hrabry) |          | září 1957         | V září 1991 byla zajata Chorvatskem, zanedlouho byla potopena srbským dělostřelectvem. |

## Konstrukce

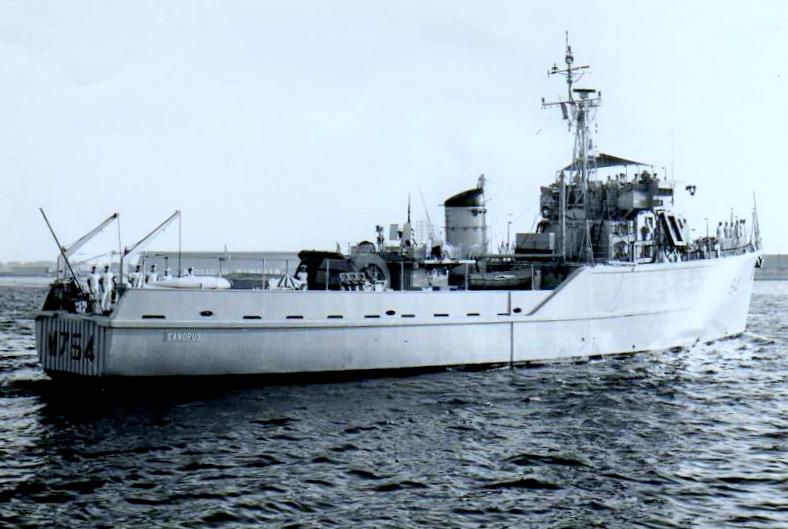
Canopus

Plavidla byla postavena ze dřeva a ze slitiny lehkých kovů. Minolovné vybavení umožňovalo likvidaci klasických, magnetických a akustických min. Výzbroj se skládala z jednoho 40mm kanónu a až dvou 20mm kanónů. Pohonný systém části plavidel (M 734, 735, 737, 746, 747, 749, 754-759 ) tvořily dva diesely SEMT-Pielstick 16 PA 1175 o celkovém výkonu 2000 bhp, pohánějící dva lodní šrouby. Nejvyšší rychlost dosahovala 15 uzlů.

### Modifikace
Jugoslávská plavidla prošla v letech 1988–1990 modernizací, při které byla vybavena novým sonarem a dvěma podmořskými drony PAP-104.